# آکتاشیت
آکتاشیت یک کانی و ماده معدنی نادر سولفوسالت آرسنیک با فرمول Cu۶Hg۳As۴S۱۲ است. این کانی دارای عناصر مس و جیوه است و تنها کانی سولفوسالت همراه با مس و جیوه شناخته شده است و منشأ هیدروترمال دارد. این کانی بدون تأیید IMA-CNMNC منتشر شد، اما توسط کمیته فرعی IMA-CNMNC Sulfosalts (2008) به عنوان گونه معتبر شناخته شد.